# SEB Tartu Grand Prix
Il SEB Tartu Grand Prix è stata una corsa in linea maschile di ciclismo su strada che si svolgeva a Tartu, in Estonia, ogni anno a fine maggio o nei primi giorni di giugno. Faceva parte del calendario dell'UCI Europe Tour classe 1.1.

## Storia
La corsa nel corso del tempo ha più volte cambiato denominazione: nel 2002 si chiamava Tartu Tänavasõit, nel 2003 Ühispanga Tartu Tänavasõit, nel 2004 Ühispanga Tartu GP, dal 2005 al 2007 SEB Eesti Ühispank Tartu GP e dal 2008 SEB Tartu Grand Prix.
Assieme al Tallinn-Tartu Grand Prix componeva il weekend ciclistico estone.

## Albo d'oro
Aggiornato all'edizione 2012.
| Anno | Vincitore           | Secondo             | Terzo             |
| ---- | ------------------- | ------------------- | ----------------- |
| 2002 | Jaan Kirsipuu       | Janek Tombak        | Oleg Griškin      |
| 2003 | Jaan Kirsipuu       | Janek Tombak        | Kazimierz Stafiej |
| 2004 | Mark Scanlon        | Slawomir Kohut      | Jimmy Engoulvent  |
| 2005 | Tomas Vaitkus       | Andrus Aug          | Mikhail Timoshin  |
| 2006 | Wojciech Pawlak     | Allan Oras          | Tomasz Kiendys    |
| 2007 | Erki Pütsep         | Caspar Austa        | Janek Tombak      |
| 2008 | Aleksejs Saramotins | Janek Tombak        | Erki Pütsep       |
| 2009 | Hannes Blank        | Aleksejs Saramotins | Janek Tombak      |
| 2010 | Tanel Kangert       | Toms Skujiņš        | Adrian Honkisz    |
| 2011 | Jean Demaret        | Rene Mandri         | Jonas Ljungblad   |
| 2012 | Rene Mandri         | Blaž Furdi          | Paul Voss         |